# Bazzania tricrenata
Bazzania tricrenata là một loài rêu tản trong họ Lepidoziaceae. Loài này được (Wahlenb.) Trevis. miêu tả khoa học lần đầu tiên năm 1877.

## Hình ảnh

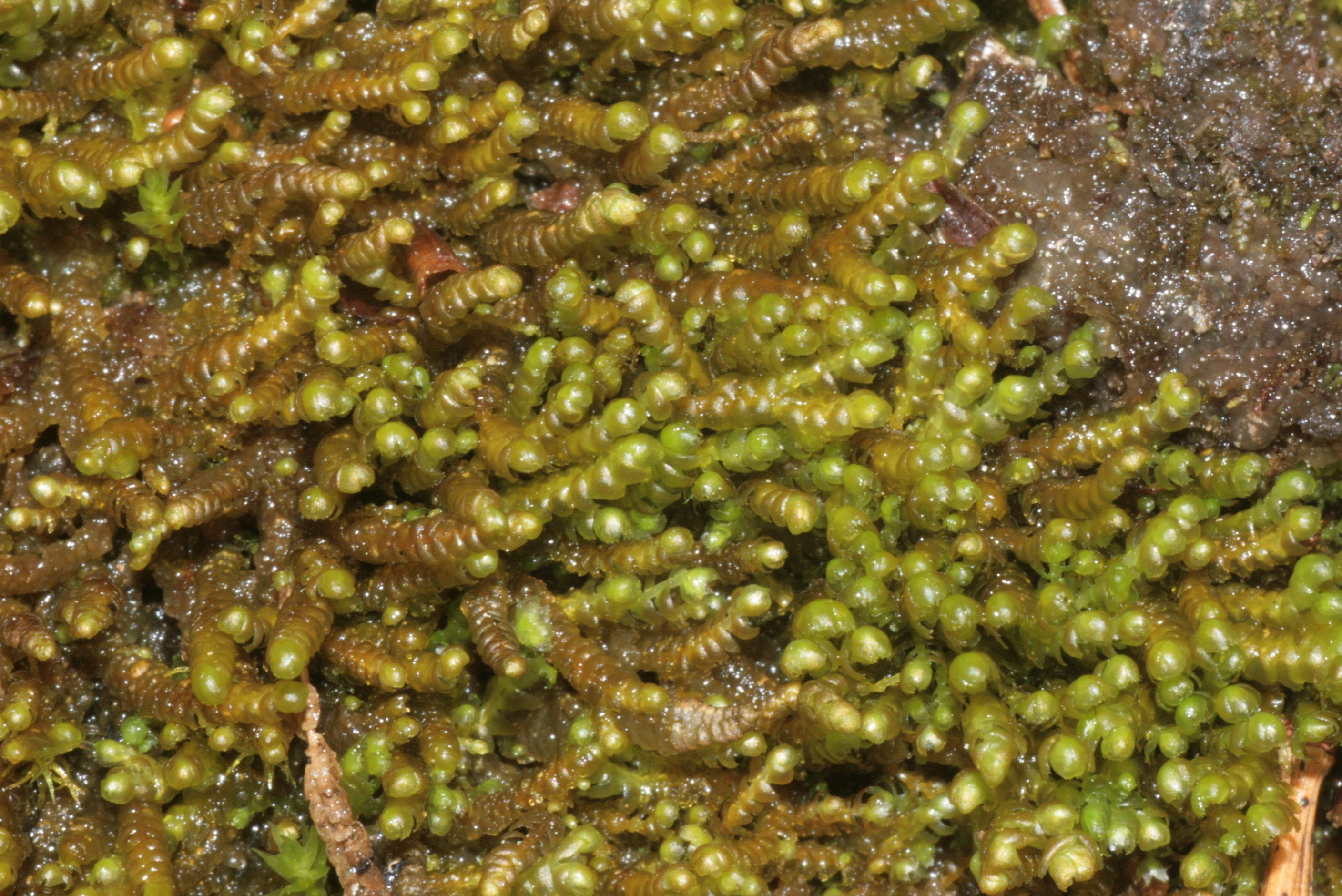
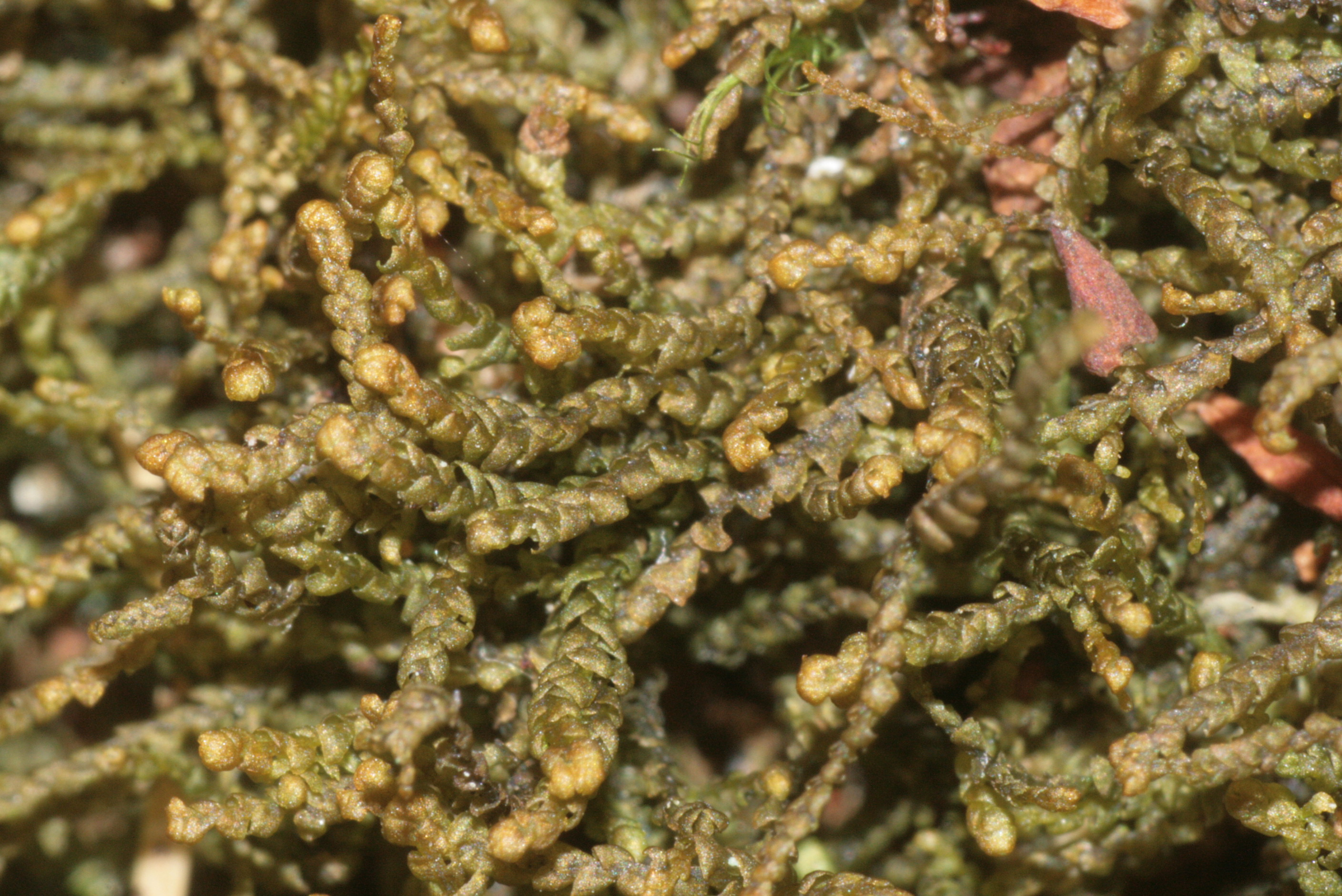
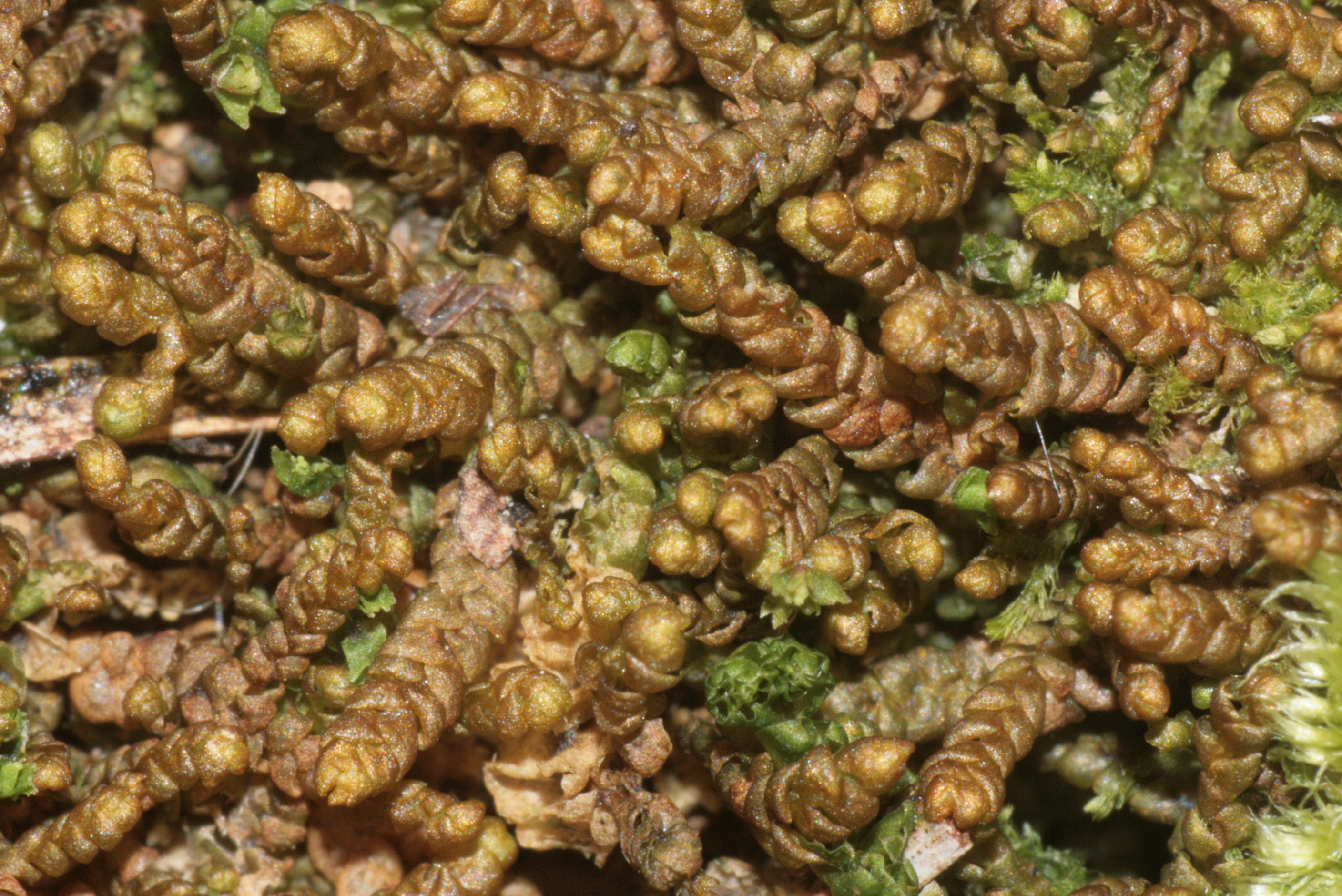
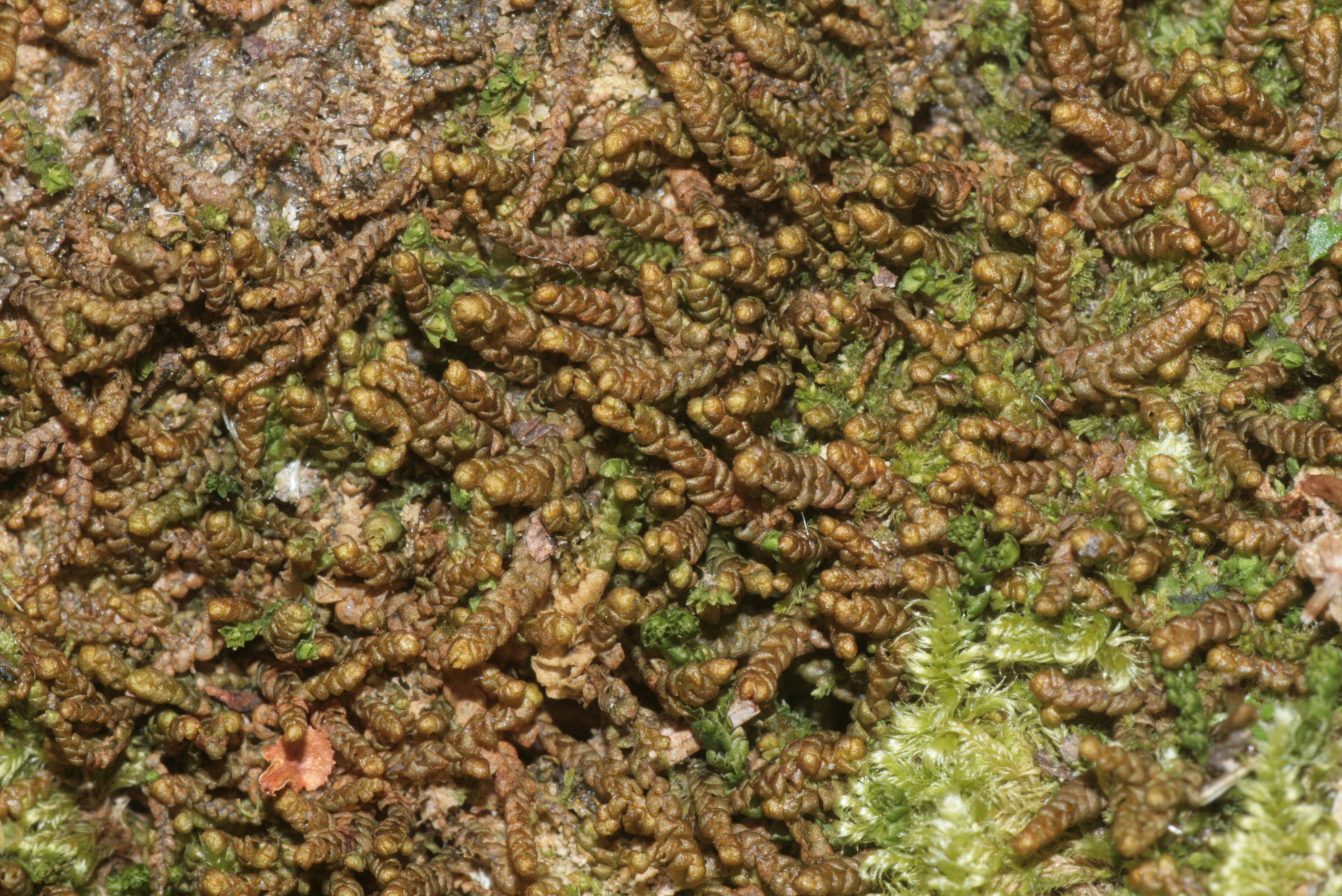